# Tu non sei un gadget
Tu non sei un gadget (You Are Not a Gadget: a Manifesto) è un saggio scritto da Jaron Lanier pubblicato nel 2010.
L'informatico, compositore e saggista statunitense descrive gli effetti della rivoluzione tecnologica sull’uomo, concludendone che gli esseri umani stanno diventando sempre più simili ai computer.

## Che cos'è una persona
L'autore esordisce: "quelli che io spero di raggiungere siete voi, le persone, entità rarissime fra quanti mi leggeranno".
Lanier spiega perché bisogna evitare che la cultura digitale si impadronisca della vita. La tecnologia sta cambiando e influenzando le persone, determinando un comportamento conformista della massa piuttosto che dell’individuo. La rete esercita una forma di dittatura, trasformando lentamente gli uomini in esseri standardizzati, privi di individualità e di coscienza. Se le persone continueranno a essere schiave della tecnologia e a non considerare il proprio valore di "essere", esaltando invece le cloud di persone online, si finirà per creare "un esercito di zombie". Un altro problema è il lock in, ossia l'essere prigionieri di scelte tecnologiche inferiori (ad esempio il concetto di file o le finestre di Windows) rispetto ad alternative migliori. Le nuove tecnologie hanno, inoltre, incrementato la violenza e la cultura del sadismo. I troll, utenti anonimi, il più delle volte scelgono vittime a caso e lanciano provocazioni e insulti online.
L’autore affronta, poi, l’argomento dell’intelligenza artificiale a partire dalla teoria della Singolarità di John von Neumann, una sorta di supercoscienza che prenderà il potere della Terra e che lascia prevedere la morte fisica delle persone. L'intelligenza della macchina supererà l'uomo. Lanier sostiene che: "Presto i computer saranno così grandi e veloci, la rete così ricca d'informazioni, che le persone diventeranno obsolete..."". Un altro termine per descrivere questa nuova super intelligenza è noosfera. Lanier dà poi una serie di consigli per cercare di "essere una persona invece di una miniera di frammenti sfruttata da altri"", come ad esempio non usare l’anonimato, scrivere su blog e siti web con attenzione, usare i social networks in modo innovativo. L'autore critica in particolare Facebook, colpevole di ridurre il concetto di amicizia ad un mero accumulo di contatti. Tanti giovani si vantano del loro numero elevato di amicizie virtuali, ma ogni persona è diversa e per conoscerla davvero serve un'interazione autentica, reale.

## Il futuro del denaro
Lanier discute dell'impatto della tecnologia sul futuro dell'economia e della musica. La rivoluzione digitale ha aperto la strada a un'epoca oscura, in cui tutto viene svalutato. L'editoria libraia rischia di sparire con la diffusione dei dispositivi elettronici. Lo stesso per i film, giacché si preferisce scaricare gratis, piuttosto che comprare i DVD. Nel "nuovo ordine", anche la creatività è giudicata priva di valore; ci si affida alla folla e agli algoritmi. Lanier indica possibili soluzioni progettuali per affrontare i problemi che la tecnologia porta con sé, tra cui il telegigging (teleprestazione a pagamento) e i songle (dispositivi per accedere a contenuti musicali). Secondo l'autore, il miglioramento della tecnologia permetterebbe di diffondere la ricchezza.

## L'insostenibilità dell'essereflat
La vita sta diventando piatta. Il web è incapace di produrre un'innovazione, si limita ad un'operazione di riciclo monotono, e ad una ricombinazione di vecchi contenuti.
La tecnologia sta trasformando la vita dell’uomo in un database e le relazioni sono diventate semplici files (basti pensare ai social network come Facebook o Twitter). Anche nell'ambiente della musica vi è una progressiva mancanza di identità, autenticità e originalità. Il passato continua ad essere la guida del presente.
L'autore affronta anche l'argomento Wikipedia e come essa renda pigri, nel senso che spesso l'enciclopedia collaborativa appare al primo risultato di ogni ricerca, nonostante essa non sempre contenga le informazioni migliori.

## Prendi il meglio dei bit
In altre pagine, la prospettiva dell'autore è più ottimista. Lanier specifica quale sia il suo obiettivo, ossia "evitare di ridurre le persone a meri dispositivi. Il modo migliore per riuscirci è credere che i gadget che posso fornire siano strumenti inerti, e siano utili solo grazie al fatto che le persone hanno la capacità magica di usarli per comunicare significati"". L'autore analizza poi il concetto di computazionalismo e introduce la nozione di "computazionalismo realistico", per cui gli umani sono il risultato di milioni di anni di evoluzione ed esperienza sociale. Il computazionalismo è l'idea che la mente umana lavori come quella di una macchina che elabora informazioni, ovvero come un computer, in ingresso e in uscita.

## Umori del futuro
L'autore presenta infine la sua personale visione romantica della tecnologia, che comprende un'idea di progresso basata sulla comunicazione post–simbiotica, ovvero la possibilità di trasformare la propria forma mentre si parla, creando un’esperienza diretta. Quest'idea è innescata dall'invidia per i cefalopodi, che sono capaci di morphing, un trucco che permette la trasformazione anatomica. Questa idea della comunicazione è per l'autore più seducente del totalitarismo cibernetico. L'autore ritorna infine sulla critica ai social network, che i giovani usano non per esibizionismo, ma per la paura del vuoto. Lanier delinea la strategia della neotenia, secondo la quale le caratteristiche dell'infanzia, in alcune specie, vengono mantenute per tutta la durata di vita dell'organismo.  La rete fornisce esempi abbondanti di neotenia. Il lato positivo è nella sensazione di meraviglia e stupore che un giovane può provare usando ambienti di gioco. Il lato negativo è costituito dai troll e dalla violenza on line.

## Edizioni
- (EN) Jaron Lanier, You Are Not a Gadget: A Manifesto, New York, Alfred A. Knopf, 2010, ISBN 978-1-84614-341-0.
- Jaron Lanier, Tu non sei un gadget, traduzione di Marco Bertoli,, Milano, Mondadori, 2010, ISBN 978-88-04-60193-7.
- (DE) Jaron Lanier, Gadget. Warum die Zukunft uns noch braucht, traduzione di Michael Bischoff, Berlin, Suhrkamp, 2010, ISBN 978-3-518-42206-9.
- (ES) Jaron Lanier, Contra el rebaño digital. Un manifiesto, Penguin Random House, 2011, ISBN 9788499920368.